# Pyrois conica
Pyrois conica är en fjärilsart som beskrevs av Eugen Johann Christoph Esper 1791. Pyrois conica ingår i släktet Pyrois och familjen nattflyn. Inga underarter finns listade.